# 596 Scheila
Scheila (asteróide 596) é um asteróide da cintura principal com um diâmetro de 113,34 quilómetros, a 2,4409255 UA. Possui uma excentricidade de 0,1658265 e um período orbital de 1 828,29 dias (5,01 anos).
Scheila tem uma velocidade orbital média de 17,41179997 km/s e uma inclinação de 14,66855º.
Esse asteróide foi descoberto em 21 de Fevereiro de 1906 por August Kopff.